# 공중 도덕
공중 도덕은 법률, 경찰 업무 또는 사회적 압력에 의해 사회에서 시행되는 도덕적, 윤리적 기준을 말하며, 공공 생활, 미디어 콘텐츠, 공공장소에서의 행동에 적용된다. 사람들이 "말(horse)을 놀라게 하지 않는 한" 무엇을 하든 상관하지 않는다는 패트릭 캠벨 부인의 유명한 발언은 어떤 의미에서는 높은 관용이라도 행동에 대한 공개적인 제한을 예상한다는 것을 보여준다. 반대 극단에서 신권정치는 공중도덕을 종교적 교육과 동일시하고 두 가지 모두에 동등한 법의 힘을 부여할 수 있다.

## 같이 보기
- 가족의식
- 이슬람 종교경찰
- 모럴 패닉
- 도덕
- 사회보수주의